# NR0B1
NR0B1 é um gene que providencia instruções para a formação de uma proteína denominada DAX1. Esta proteína exerce um papel importante no desenvolvimento normal de vários tecidos produtores de hormonas. Estes tecidos incluem as glândulas adrenais, a pituitária e o hipotálamo. DAX1 controla a actividade de certos genes nas células que formam estestecidos, durante o desenvolvimento embrionário. As proteínas que controlam a actividade de outros genes denominam.se por factores de transcrição. DAX1 também exerce um papel na regulação da produção hormonal nestes tecidos, após terem sido formados.
O gene NR0B1 está localizado no braço curto do cromossoma X, entre as posições 21.3 e 21.2.

## Leitura de apoio
- Achermann JC, Meeks JJ, Jameson JL (2003). «Phenotypic spectrum of mutations in DAX-1 and SF-1.». Mol. Cell. Endocrinol. 185 (1-2): 17–25. PMID 11738790. doi:10.1016/S0303-7207(01)00619-0
- Franzese A, Brunetti-Pierri N, Spagnuolo MI;  et al. (2005). «Inappropriate tall stature and renal ectopy in a male patient with X-linked congenital adrenal hypoplasia due to a novel missense mutation in the DAX-1 gene.». Am. J. Med. Genet. A. 135 (1): 72–4. PMID 15800903. doi:10.1002/ajmg.a.30670
- Achermann JC (2005). «The role of SF1/DAX1 in adrenal and reproductive function.». Ann. Endocrinol. (Paris). 66 (3): 233–9. PMID 15988384
- Niakan KK, McCabe ER (2006). «DAX1 origin, function, and novel role.». Mol. Genet. Metab. 86 (1-2): 70–83. PMID 16146703. doi:10.1016/j.ymgme.2005.07.019
- Worley KC, Towbin JA, Zhu XM;  et al. (1992). «Identification of new markers in Xp21 between DXS28 (C7) and DMD.». Genomics. 13 (4): 957–61. PMID 1505987. doi:10.1016/0888-7543(92)90007-F
- Petersen KE, Bille T, Jacobsen BB, Iversen T (1983). «X-linked congenital adrenal hypoplasia. A study of five generations of a Greenlandic Family.». Acta paediatrica Scandinavica. 71 (6): 947–51. PMID 6891556. doi:10.1111/j.1651-2227.1982.tb09554.x
- Burris TP, Guo W, Le T, McCabe ER (1995). «Identification of a putative steroidogenic factor-1 response element in the DAX-1 promoter.». Biochem. Biophys. Res. Commun. 214 (2): 576–81. PMID 7677767. doi:10.1006/bbrc.1995.2324
- Bardoni B, Zanaria E, Guioli S;  et al. (1994). «A dosage sensitive locus at chromosome Xp21 is involved in male to female sex reversal.». Nat. Genet. 7 (4): 497–501. PMID 7951319. doi:10.1038/ng0894-497
- Zanaria E, Muscatelli F, Bardoni B;  et al. (1995). «An unusual member of the nuclear hormone receptor superfamily responsible for X-linked adrenal hypoplasia congenita.». Nature. 372 (6507): 635–41. PMID 7990953. doi:10.1038/372635a0
- Muscatelli F, Strom TM, Walker AP;  et al. (1995). «Mutations in the DAX-1 gene give rise to both X-linked adrenal hypoplasia congenita and hypogonadotropic hypogonadism.». Nature. 372 (6507): 672–6. PMID 7990958. doi:10.1038/372672a0
- Guo W, Burris TP, McCabe ER (1996). «Expression of DAX-1, the gene responsible for X-linked adrenal hypoplasia congenita and hypogonadotropic hypogonadism, in the hypothalamic-pituitary-adrenal/gonadal axis.». Biochem. Mol. Med. 56 (1): 8–13. PMID 8593542. doi:10.1006/bmme.1995.1049
- Yanase T, Takayanagi R, Oba K;  et al. (1996). «New mutations of DAX-1 genes in two Japanese patients with X-linked congenital adrenal hypoplasia and hypogonadotropic hypogonadism.». J. Clin. Endocrinol. Metab. 81 (2): 530–5. PMID 8636263. doi:10.1210/jc.81.2.530
- Guo W, Burris TP, Zhang YH;  et al. (1996). «Genomic sequence of the DAX1 gene: an orphan nuclear receptor responsible for X-linked adrenal hypoplasia congenita and hypogonadotropic hypogonadism.». J. Clin. Endocrinol. Metab. 81 (7): 2481–6. PMID 8675564. doi:10.1210/jc.81.7.2481
- Nakae J, Tajima T, Kusuda S;  et al. (1996). «Truncation at the C-terminus of the DAX-1 protein impairs its biological actions in patients with X-linked adrenal hypoplasia congenita.». J. Clin. Endocrinol. Metab. 81 (10): 3680–5. PMID 8855822. doi:10.1210/jc.81.10.3680
- Schwartz M, Blichfeldt S, Müller J (1997). «X-linked adrenal hypoplasia in a large Greenlandic family. Detection of a missense mutation (N4401) in the DAX-1 gene; implication for genetic counselling and carrier diagnosis.». Hum. Genet. 99 (1): 83–7. PMID 9003500. doi:10.1007/s004390050316
- Takahashi T, Shoji Y, Shoji Y;  et al. (1997). «Active hypothalamic-pituitary-gonadal axis in an infant with X-linked adrenal hypoplasia congenita.». J. Pediatr. 130 (3): 485–8. PMID 9063431. doi:10.1016/S0022-3476(97)70217-8
- Nakae J, Abe S, Tajima T;  et al. (1997). «Three novel mutations and a de novo deletion mutation of the DAX-1 gene in patients with X-linked adrenal hypoplasia congenita.». J. Clin. Endocrinol. Metab. 82 (11): 3835–41. PMID 9360549. doi:10.1210/jc.82.11.3835
- Zazopoulos E, Lalli E, Stocco DM, Sassone-Corsi P (1997). «DNA binding and transcriptional repression by DAX-1 blocks steroidogenesis.». Nature. 390 (6657): 311–5. PMID 9384387. doi:10.1038/36899